# Ansteckungsgefährliche Stoffe

Kennzeichnung gemäß GGVSEB/ADR

Ansteckungsgefährliche Stoffe sind Stoffe, von denen bekannt oder anzunehmen ist, dass sie Krankheitserreger enthalten. Als Krankheitserreger werden hier Mikroorganismen wie Bakterien, Viren und Rickettsien, aber auch Parasiten, ansteckende Pilze und Prionen genannt, die bei Menschen und/oder Tieren Krankheiten hervorrufen und diese anstecken können.
Regelungen für die Handhabung und den Transport dieser Gefahrengüter sind in der GGVSEB und Europäischen Übereinkommen über die internationale Beförderung gefährlicher Güter auf der Straße (ADR) festgelegt. Sie sind in den meisten Ländern – so auch in Deutschland – zu kennzeichnen, damit gegebenenfalls entsprechende Vorsichtsmaßnahmen ergriffen werden können.

## Einteilung und Beispiele
Die Klasse der Ansteckungsgefährlichen Stoffe wird in vier verschiedene Gruppen unterteilt, die UN-Nummer ist jeweils in der Klammer genannt:
- Code I1 (UN 2814): Ansteckungsgefährliche Stoffe, gefährlich für Menschen
- Code I2 (UN 2900): Ansteckungsgefährliche Stoffe, gefährlich nur für Tiere
- Code I3 (UN 3291): Klinische Abfälle, sofern diese nicht den ansteckungsgefährlichen Stoffen der Kategorie A (UN 2814 und UN 2900) zuzuordnen sind
- Code I4 (UN 3373): Biologischer Stoff – Kategorie B

Die Klassifizierung ansteckungsgefährlicher Stoffe der Klasse 6.2 ADR (2.2.62.1.4 ff.) erfolgt dreistufig:
- Kategorie A: Ein ansteckungsgefährlicher Stoff, der in einer solchen Form befördert wird, dass er bei einer Exposition bei sonst gesunden Menschen oder Tieren eine dauerhafte Behinderung oder lebensbedrohende oder tödliche Krankheit hervorrufen kann.
- Kategorie B: Ein ansteckungsgefährlicher Stoff, der den Kriterien für eine Aufnahme in Kategorie A nicht entspricht.
- Freigestellte medizinische bzw. veterinärmedizinische Probe: Von Menschen und Tieren entnommene Proben, bei denen eine minimale Wahrscheinlichkeit besteht, dass sie Krankheitserreger enthalten, unterliegen nicht den Vorschriften des ADR, wenn die Probe in einer Verpackung befördert wird, die jegliches Freiwerden verhindert und entsprechend gekennzeichnet ist.

Beispiele für Code I1 (UN 2814) sind Kulturen von Brucella, Clostridium botulinum oder mit dem Ebolavirus kontaminierte Kulturen.
Beispiele für Code I2 (UN 2900) sind ansteckungsgefährliche Stoffe, die das Maul-und-Klauenseuche-Virus, das Rinderpestvirus oder das Schaf- und Ziegenpocken-Virus enthalten.
Beispiele für Code I4 (UN 3373) sind diagnostische Proben, die beispielsweise in Arztpraxen oder Kliniken genommen werden (Blut, Urin, Speichel etc.).
Beispiel für "Freigestellte medizinische Proben" sind Screening-Tests oder Proben aus der Zytodiagnostik.